# Marcia (Mutter Trajans)

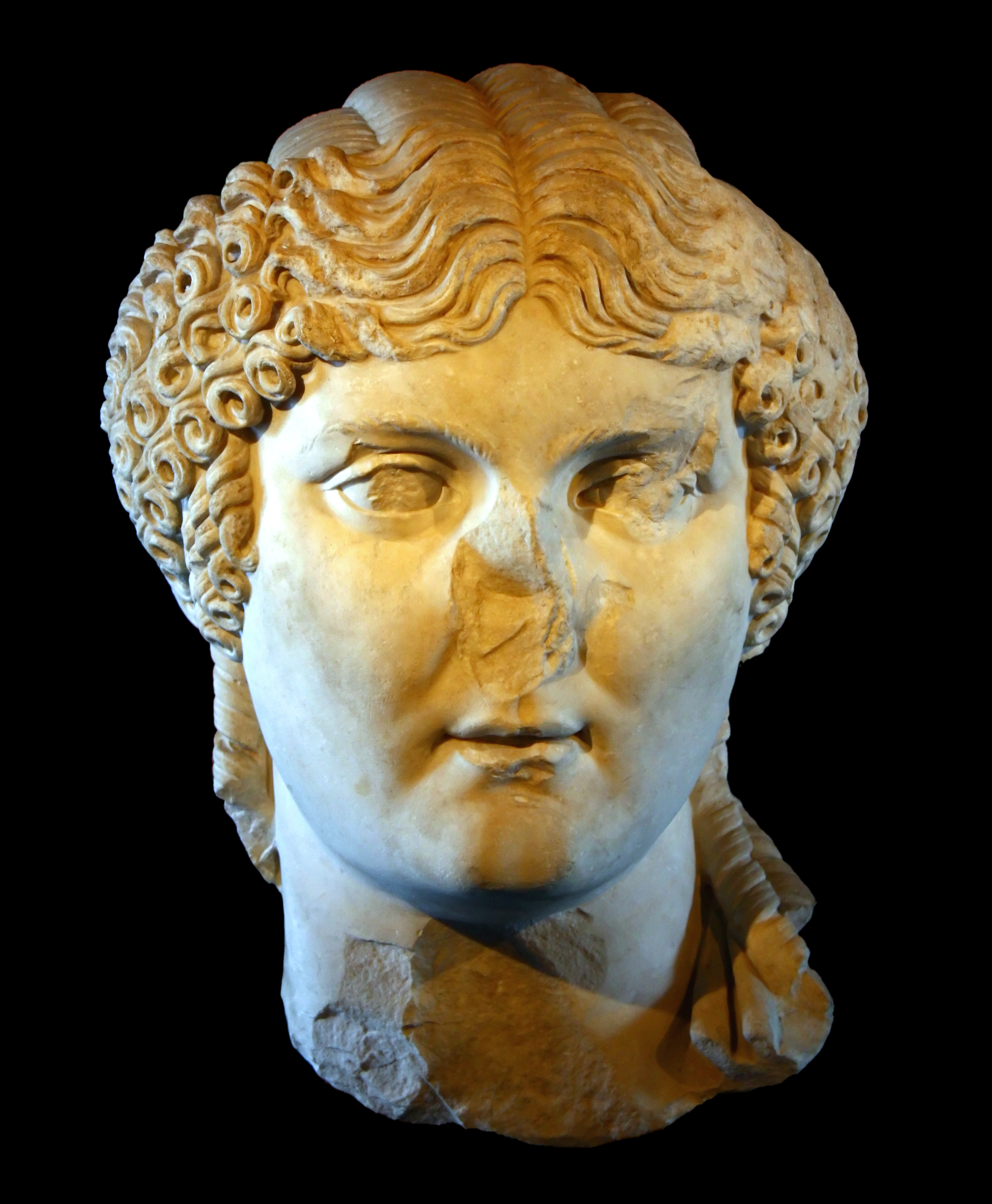
Als Marcia gedeuteter kolossaler Porträtkopf vom Trajansforum, Museo dei Fori

Marcia ist der für die Mutter des römischen Kaisers Trajan erschlossene mögliche Name.
Kaiser Trajan, geboren als Marcus Ulpius Traianus, hatte eine Schwester namens Ulpia Marciana, Trajan selbst war Eigentümer der figlinae Marcianae – Grundbesitz, der zur Gewinnung von Lehm für die Ziegelproduktion diente und bei der Mündung des Nar in den Tiber lag, nahe Ameria und etwa 100 Kilometer nördlich von Rom. Zudem gründete er im Jahr 100 die Colonia Marciana Ulpia Traiana Thamugadi zu Ehren seiner Schwester und möglicherweise seiner Mutter. Insbesondere der Schwestername und die figlinae Marcianae führten zu der Annahme, seine Mutter entstammte der gens Marcia und trug den Namen Marcia. Allerdings könnte das Cognomen Marciana auch auf einen Großvater Marcius aus der gens Marcia oder auf das Praenomen Marcus des Vaters zurückzuführen sein.
Sollte Marcia die Mutter Trajans gewesen sein, so war sie sehr wahrscheinlich die Tochter des Quintus Marcius Barea Sura und der Antonia Furnilla. Sie stammte damit aus der römischen Nobilität, ihr Großvater Quintus Marcius Barea Soranus war Suffektkonsul im Jahr 34, ihr gleichnamiger Onkel im Jahr 52. Ihre Mutter war eine Angehörige der bedeutenden gens Antonia und wohl Tochter des Aulus Antonius Rufus, Suffektkonsul 45. Sie war in dem Fall eine Schwester der Marcia Furnilla, der zweiten Frau des späteren Kaisers Titus. Sie heiratete den jungen Senator Marcus Ulpius Traianus, der im Jahr 70 Suffektkonsul wurde. Aus der Ehe gingen die Tochter Ulpia Marciana und – als Zweitgeborener – wohl im Jahr 53 der spätere Kaiser Trajan hervor.
Über ihr Leben selbst ist nichts weiter bekannt, doch wird angenommen, dass mit ihrem Tod Trajan als Erbe in den Besitz der figlinae Marcianae kam. Ein kolossaler Porträtkopf, der auf dem Trajansforum gefunden und früher als Porträt der jüngeren Agrippina gedeutet wurde, wird mittlerweile als Porträt der Mutter Trajans, Marcia, angesehen.